# Romano Sgheiz
Romano Sgheiz, italijanski veslač, * 28. junij 1937.
Sgheiz je za Italijo nastopil na Poletnih olimpijskih igrah 1956 in 1960.
Na igrah v Melbourneu je s četvercem s krmarjem osvojil zlato medaljo, štiri leta kasneje pa je v isti disciplini osvojil še bron. 